# Grabhügel Bornhöved
Der Grabhügel Bornhöved ist ein Grabhügel in Bornhöved. Er wurde im Jahr 2018 im Rahmen des Sonderforschungsbereiches TransformationsDimensionen (SFB 1266) der Universität Kiel unter der Leitung von Jutta Kneisel und Vera Hubensack unter der Bezeichnung LA 117 ausgraben. Er wies eine ungewöhnliche Konstruktion auf und Feuer spielte eine wichtige Rolle während des Bestattungsprozesses.
Obwohl die Grabung nur wenige Funde erbrachte, konnten mithilfe eines interdisziplinären Forscherteams die Bauphasen des Grabhügels und die Nutzungsphasen des Areals untersucht werden.

## Lage und Kontext
Der Grabhügel LA 117 gehört zu einer Gruppe von fünf Hügeln. Die Gräbergruppe liegt nördlich auf einem SW–NO verlaufenden Moränenzug, an dessen Kanten sich über 280 Grabhügel gruppieren. Eine bekannte Gruppe in der Nähe ist der Fundplatz Mang de Bargen.
Der Hügel LA 117 selbst war nur flach erhalten und lag auf einer kleinen Moränenkuppe, kaum sichtbar im Gelände. Der noch ca. 0,30 m hohe Hügel (Durchmesser etwa 17,5 m) war dennoch eindeutig als künstliche Erhebung zu erkennen. Er wurde anhand von 14C-Daten auf 1884 – 1736 cal BC datiert und er bildet die erste Phase des Hügels.

## Zeitliche Abfolge der Nutzung

### Das Zentralgrab
Das Zentralgrab maß 2,78 × 1,41 m und war mittig im Hügelkern ca. 1 m tief in den anstehenden Sand eingetieft. Im unteren Bereich zeichnete sich vage ein Leichenschatten ab, der auf einen NW–SO ausgerichteten Hocker mit Kopf im Süden hindeutet. Es waren keine weiteren Körperbestattungen erhalten. Da der ursprüngliche Hügel jedoch wesentlich höher war, waren einst wohl mehr Bestattungen vorhanden. Allerdings fanden sich am Rand des Hügels sieben noch erhaltene Urnenbestattungen.

### Die Rolle des Feuers
Das Besondere war, dass ein Graben rekonstruiert wurde, der um das Grab herumlief. In diesem wurden ebenfalls um den gesamten Hügel herum verkohlte Holzreste von Balken aus Eiche gefunden sowie Hasel, vermutlich das Flechtwerk zwischen den Balken. Auch Knollen des Glatthafers fanden sich, die sich als Zunder eignen. Das deutet darauf hin, dass dort eine hölzerne Konstruktion das Grab umgab und abgebrannt wurde. Dies passierte über ein Jahrhundert nach Bau des Hügels um 1661–1509 calBC.

### Spätere Modifikationen
Später (1396–1195 calBC) erfolgte eine Aufstellung eines Kranzes aus 16 Holzpfosten in 3,5–4 m Meter Abstand, leicht oval um den Hügel. Das Oval hatte somit ein Ausmaß von 20 × 17 Meter. Die Pfosten waren tief (50–70 cm) erhalten und die Pfostengruben hatten Durchmesser von 20–30 cm. Hierauf folgten u. a. die Urnenbestattungen.

## Kulturelle Bedeutung
Der Grabhügel LA 117 bezeugt eine dynamische Geschichte des Baus, Umbaus, von Ritualen und sekundären Nutzungen. Besonders hervorzuheben ist die Feuersetzung im 17./16. Jahrhundert v. Chr. Feuer und Flammen sind seit Jahrtausenden ein wichtiges Instrument von Ritualen und Transformationsprozessen. In der Bronzezeit ist dies mit dem Wandel von der Körper- zur Brandbestattung und die Nutzung von Urnen als Behältnis für den Leichenbrand illustriert. Dieses Grab in Bornhöved bestätigt es abermals.